# 千島英一
千島英一（1947年—）是一名知名的日本語言學家、廣東話研究者，麗澤大學外國語學部教授、原熊本大學教授。東京外國語大學兼職講師、NHK電台中文講師。

## 人物
出生於埼玉縣，畢業於麗澤大學外國語學部中國語學科。
於國立台灣師範大學研究所取得文學碩士後，2006年取得金澤大學文学博士，學位論文題目為「香港粵語之研究：詞彙與語言文化焦點議題」　

## 著書
- 『初めて学ぶ広東語』（語研）
- 『標準広東語同音字表』（東方書店）

1. ↑  博士論文書誌データベース